# Elecciones legislativas de Colombia de 2014
Las Elecciones legislativas de Colombia de 2014 se realizaron el domingo 9 de marzo de ese año. En estas se eligieron los congresistas colombianos y los representantes al Parlamento Andino. Las elecciones parlamentarias se llevaron a cabo para elegir a los miembros de ambas cámaras del Congreso en Colombia. Es decir, la circunscripción nacional para los 102 miembros del Senado, los 166 escaños de la Cámara de Representantes, más los delegados del Parlamento Andino. Hay 773 candidatos al Senado, 1.528 candidatos a la Cámara de Representantes y 23 candidatos para los cinco asientos colombianos en el Parlamento Andino. Se estima que 32.795.962 colombianos se habían registrado para votar en la fecha de corte del 25 de enero de 2014. Un hecho destacado en estas elecciones fue la decisión del expresidente Álvaro Uribe de postularse como candidato al Senado, siendo la primera vez desde que entró en vigencia la Constitución de 1991 que un exjefe de estado aspira al Congreso.
En 2018, tras investigación y sentencia del Consejo de Estado, se encontró que las elecciones se vieron gravemente afectadas por manipulaciones ilegales y fallos técnicos durante el conteo de votos en al menos la mitad de todos los puestos de votación del país, perjudicando de manera considerable el resultado final de las elecciones y la distribución de representantes de los partidos políticos en el Congreso.

## Desarrollo

### Sistema electoral
Se ha denunciado que los tarjetones fueron difíciles de entender para muchos ciudadanos ya que solo aparecían dos secciones en las que se tenía que seleccionar el logotipo del partido y luego el número del candidato. A diferencia de elecciones pasadas en las que aparecía el logotipo del partido el número y una fotografía del candidato.
Debido al formato del tarjetón los votos nulos conformaron la tercera posición en número de votos en las elecciones legislativas.

### Retraso en conteo y entrega de resultados
Además de los malentendidos con el tarjetón, hubo lentitud en la entrega de resultados y desorganización en el conteo.

### Corrupción electoral
Según la Revista Semana, hubo denuncias de compra de votos, participación en política y aumentos desproporcionados en las votaciones son los indicios de que fuerzas ligadas a grupos delincuenciales mantuvieron una importante cuota de poder en el Congreso.

### Presunta violación de Ley Seca
Además de la tardanza en los boletines, sectores del gobierno acusaron cuestionaron la presencia de licor en el recinto de la Registraduria Nacional durante las elecciones cuando en el país se había decretado "Ley seca" o prohibición del consumo de bebidas alcohólicas.

### Orden público
En general las elecciones se desarrollaron en un ambiente de tranquilidad con hechos de violencia aislados. Se reportaron hostigamientos por la guerrilla de las FARC en el departamento de Cauca, en la población de Caldono.

## Resultados
Después de 127 días (más de cuatro meses), un día antes de la instalación del nuevo congreso, y en medio de fuertes cuestionamientos fueron publicados por parte del Consejo Nacional Electoral los resultados oficiales de las elecciones legislativas.
No se presentaron importantes variaciones con respecto al último boletín del Registraduría Nacional del Estado Civil de Colombia con el preconteo. Los cambios más notorios fueron en la cifra total de votos en algunos candidatos. Astrid Sánchez Montes de Occa no ingresó al congreso por una diferencia de 172 votos, Rodrigo Lara perdió la curul por una diferencia de 13 votos con su compañero de partido Carlos Fernando Motoa y siendo desplazado por José Francisco Herrera. De la misma manera a Arturo Yepes le faltaron 134 votos para obtener un curul en el congreso. El cupo que se obtuvo a última hora fue del senador Édgar Espíndola mientras que Lidio García y Luis Fernando Duque quedaron por fuera.
Los candidatos afectados como la Procuraduría General de la Nación levantaron importantes críticas por el proceso el cual denunciaron estuvo lleno de cuestionamientos. El Consejo Nacional Electoral comentó que el proceso fue público y que los afectados tuvieron la posibilidad de solicitar las revisiones que consideraron necesarias.
Debido a irregularidades en el escrutinio de votos del 50 por ciento de las mesas de votación del país, el 10 de febrero de 2018 el Consejo de Estado de Colombia ordenó retirar las credenciales de los senadores Roberto Ortiz, del Partido Liberal Colombiano; Teresita García Romero, del partido Opción Ciudadana, y Rigoberto Barón, del Centro Democrático (Colombia), y restituirlas a los senadores Carlos Alberto Baena, Gloria Stella Díaz y Manuel Virgüez del Partido político MIRA.

## Senado

### Senadores electos
El orden de la lista obedece a la votación obtenida por cada senador dentro de su partido.
| Senador Electo                                             | Partido                                  | Votos     |
| ---------------------------------------------------------- | ---------------------------------------- | --------- |
| Musa Abraham Besaile Fayad                                 | Partido Social de Unidad Nacional        | 145.402   |
| Bernardo Miguel Elías Vidal                                | Partido Social de Unidad Nacional        | 140.143   |
| José David Name Cardozo                                    | Partido Social de Unidad Nacional        | 103.215   |
| Roosvelt Rodríguez Rengifo                                 | Partido Social de Unidad Nacional        | 100.229   |
| José Alfredo Gnecco Zuleta                                 | Partido Social de Unidad Nacional        | 97.741    |
| Óscar Mauricio Lizcano Arango                              | Partido Social de Unidad Nacional        | 96.525    |
| Miguel Amín Escaf                                          | Partido Social de Unidad Nacional        | 83.944    |
| Eduardo Enrique Pulgar Daza                                | Partido Social de Unidad Nacional        | 83.530    |
| Roy Leonardo Barreras Montealegre                          | Partido Social de Unidad Nacional        | 80.534    |
| Maritza Martínez Aristizábal                               | Partido Social de Unidad Nacional        | 73.037    |
| Martín Emilio Morales Diz                                  | Partido Social de Unidad Nacional        | 69.818    |
| William Jimmy Chamorro Cruz                                | Partido Social de Unidad Nacional        | 61.005    |
| Armando Alberto Benedetti Villaneda                        | Partido Social de Unidad Nacional        | 60.980    |
| Sandra Elena Villadiego Villadiego                         | Partido Social de Unidad Nacional        | 56.959    |
| Germán Darío Hoyos Giraldo                                 | Partido Social de Unidad Nacional        | 54.999    |
| Milton Arlex Rodríguez Sarmiento                           | Partido Social de Unidad Nacional        | 54.815    |
| Andrés Felipe García Zuccardi                              | Partido Social de Unidad Nacional        | 50.220    |
| Ángel Custodio Cabrera Báez                                | Partido Social de Unidad Nacional        | 46.675    |
| Manuel Mesías Enríquez Rosero                              | Partido Social de Unidad Nacional        | 46.283    |
| Manuel Guillermo Mora Jaramillo                            | Partido Social de Unidad Nacional        | 45.999    |
| Carlos Enrique Soto Jaramillo                              | Partido Social de Unidad Nacional        | 45.852    |
| Álvaro Uribe Vélez                                         | Centro Democrático                       | 2.045.564 |
| María del Rosario Guerra de La Espriella                   | Centro Democrático                       | 2.045.564 |
| Paloma Susana Valencia Laserna                             | Centro Democrático                       | 2.045.564 |
| Ana Mercedes Gómez Martínez                                | Centro Democrático                       | 2.045.564 |
| Susana Correa Borrero                                      | Centro Democrático                       | 2.045.564 |
| Alfredo Rangel Suárez                                      | Centro Democrático                       | 2.045.564 |
| Iván Duque Márquez                                         | Centro Democrático                       | 2.045.564 |
| Fernando Nicolás Araújo Rumié                              | Centro Democrático                       | 2.045.564 |
| José Obdulio Gaviria Vélez                                 | Centro Democrático                       | 2.045.564 |
| Orlando Castañeda Serrano                                  | Centro Democrático                       | 2.045.564 |
| Daniel Alberto Cabrales Castillo                           | Centro Democrático                       | 2.045.564 |
| Everth Bustamante García                                   | Centro Democrático                       | 2.045.564 |
| Alfredo Ramos Maya                                         | Centro Democrático                       | 2.045.564 |
| Jaime Alejandro Amín Hernández                             | Centro Democrático                       | 2.045.564 |
| Ernesto Macías Tovar                                       | Centro Democrático                       | 2.045.564 |
| Ruby Thania Vega de Plaza                                  | Centro Democrático                       | 2.045.564 |
| Carlos Felipe Mejía Mejía                                  | Centro Democrático                       | 2.045.564 |
| Paola Andrea Holguín Moreno                                | Centro Democrático                       | 2.045.564 |
| Nohora Stella Tovar Rey                                    | Centro Democrático                       | 2.045.564 |
| Honorio Miguel Henríquez Pinedo                            | Centro Democrático                       | 2.045.564 |
| Roberto Víctor Gerlein Echeverría                          | Partido Conservador Colombiano           | 127.004   |
| Efraín José Cepeda Sarabia                                 | Partido Conservador Colombiano           | 98.588    |
| Nora María García Burgos                                   | Partido Conservador Colombiano           | 86.047    |
| Laureano Augusto Acuña Díaz                                | Partido Conservador Colombiano           | 85.668    |
| Yamina del Carmen Pestana Rojas                            | Partido Conservador Colombiano           | 85.093    |
| Javier Mauricio Delgado Martínez                           | Partido Conservador Colombiano           | 82.987    |
| Nidia Marcela Osorio Salgado                               | Partido Conservador Colombiano           | 81.390    |
| Olga Lucía Suárez Mira                                     | Partido Conservador Colombiano           | 70.435    |
| Myriam Alicia Paredes Aguirre                              | Partido Conservador Colombiano           | 69.846    |
| Hernán Francisco Andrade Serrano                           | Partido Conservador Colombiano           | 67.619    |
| Carlos Eduardo Enríquez Maya                               | Partido Conservador Colombiano           | 67.149    |
| Jorge Hernando Pedraza Gutiérrez                           | Partido Conservador Colombiano           | 64.385    |
| Juan Samy Merheg Marún                                     | Partido Conservador Colombiano           | 57.894    |
| Juan Diego Gómez Jiménez                                   | Partido Conservador Colombiano           | 57.634    |
| Juan Manuel Corzo Román                                    | Partido Conservador Colombiano           | 56.177    |
| Luis Emilio Sierra Grajales                                | Partido Conservador Colombiano           | 55.413    |
| Fernando Eustacio Tamayo Tamayo                            | Partido Conservador Colombiano           | 43.177    |
| Carlos Ramiro Chávarro Cuéllar                             | Partido Conservador Colombiano           | 42.446    |
| Horacio Serpa Uribe                                        | Partido Liberal Colombiano               | 129.974   |
| Andrés Cristo Bustos                                       | Partido Liberal Colombiano               | 85.414    |
| Juan Manuel Galán Pachón                                   | Partido Liberal Colombiano               | 75.523    |
| Arleth Patricia Casado                                     | Partido Liberal Colombiano               | 63.517    |
| Guillermo García Realpe                                    | Partido Liberal Colombiano               | 61.769    |
| Jaime Enrique Durán Barrera                                | Partido Liberal Colombiano               | 59.133    |
| Álvaro Antonio Ashton Giraldo                              | Partido Liberal Colombiano               | 58.711    |
| Luis Fernando Velasco Cháves                               | Partido Liberal Colombiano               | 57.803    |
| Lidio Arturo García Turbay                                 | Partido Liberal Colombiano               | 55.912    |
| Eugenio Enrique Prieto Soto                                | Partido Liberal Colombiano               | 55.407    |
| Viviane Aleyda Morales Hoyos                               | Partido Liberal Colombiano               | 53.838    |
| Mario Alberto Fernández Alcocer                            | Partido Liberal Colombiano               | 51.537    |
| Rodrigo Villalba Mosquera                                  | Partido Liberal Colombiano               | 50.666    |
| Edinson Delgado Ruiz                                       | Partido Liberal Colombiano               | 49.749    |
| Javier Tato Álvarez Montenegro                             | Partido Liberal Colombiano               | 48.772    |
| Luis Fernando Duque García                                 | Partido Liberal Colombiano               | 42.470    |
| Sofía Alejandra Gaviria Correa                             | Partido Liberal Colombiano               | 42.052    |
| Arturo Char Chaljub                                        | Partido Cambio Radical                   | 108.454   |
| Carlos Fernando Galán Pachón                               | Partido Cambio Radical                   | 87.486    |
| Germán Varón Cotrino                                       | Partido Cambio Radical                   | 79.773    |
| Daira de Jesús Galvis Méndez                               | Partido Cambio Radical                   | 65.426    |
| Juan Carlos Restrepo Escobar                               | Partido Cambio Radical                   | 64.497    |
| Bernabé Celis Carrillo                                     | Partido Cambio Radical                   | 63.643    |
| Carlos Fernando Motoa Solarte                              | Partido Cambio Radical                   | 59.662    |
| Antonio del Cristo Guerra de La Espriella                  | Partido Cambio Radical                   | 59.637    |
| Rosmery Martínez Rosales                                   | Partido Cambio Radical                   | 50.320    |
| Claudia Nayibe López Hernández                             | Partido Alianza Verde                    | 81.045    |
| Antonio José Navarro Wolff                                 | Partido Alianza Verde                    | 55.444    |
| Jorge Iván Ospina Gómez                                    | Partido Alianza Verde                    | 30.107    |
| Jorge Eliécer Prieto Riveros                               | Partido Alianza Verde                    | 28.212    |
| Iván Leónidas Name Vásquez                                 | Partido Alianza Verde                    | 28.133    |
| Jorge Enrique Robledo Castillo                             | Polo Democrático Alternativo             | 191.910   |
| Iván Cepeda Castro                                         | Polo Democrático Alternativo             | 84.126    |
| Alexander López Maya                                       | Polo Democrático Alternativo             | 38.963    |
| Jesús Alberto Castilla Salazar                             | Polo Democrático Alternativo             | 21.851    |
| Senén Niño Avendaño                                        | Polo Democrático Alternativo             | 12.313    |
| Nerthink Mauricio Aguilar Hurtado                          | Partido Opción Ciudadana                 | 100.159   |
| Antonio José Correa Jiménez                                | Partido Opción Ciudadana                 | 81.942    |
| Julio Miguel Guerra Sotto                                  | Partido Opción Ciudadana                 | 50.634    |
| Doris Clemencia Vega Quiroz                                | Partido Opción Ciudadana                 | 46.625    |
| Teresita García Romero                                     | Partido Opción Ciudadana                 | 38.797    |
| Luis Evelis Andrade Casama                                 | Movimiento Alternativo Indígena y Social | 45.964    |
| Marco Aníbal Avirama Avirama                               | Alianza Social Independiente             | 45.964    |
| Fuente: Registraduria Nacional del Estado Civil, El Tiempo |                                          |           |

### Votos por Departamento (Senado)
| Departamento       | Unidad Nacional | Unidad Nacional | Centro Democrático | Centro Democrático | Partido Conservador | Partido Conservador | Partido Liberal | Partido Liberal | Cambio Radical | Cambio Radical | Alianza Verde | Alianza Verde | Polo Democrático | Polo Democrático | Opción Ciudadana | Opción Ciudadana |       |
| Departamento       | Votos           | %               | Votos              | %                  | Votos               | %                   | Votos           | %               | Votos          | %              | Votos         | %             | Votos            | %                | Votos            | %                |       |
| ------------------ | --------------- | --------------- | ------------------ | ------------------ | ------------------- | ------------------- | --------------- | --------------- | -------------- | -------------- | ------------- | ------------- | ---------------- | ---------------- | ---------------- | ---------------- | ----- |
| Departamento       | Amazonas        | 1 947           | 8,98%              | 3 629              | 16,75%              | 714                 | 3,29%           | 1 705           | 7,87%          | 1 201          | 5,54%         | 3 231         | 14,91%           | 1 029            | 4,75%            | 811              | 3,74% |
| Antioquia          | 160 104         | 9,45%           | 436 896            | 25,80%             | 268 174             | 15,84%              | 177 024         | 10,45%          | 60 022         | 3,45%          | 39 507        | 2,33%         | 68 666           | 4,05%            | 12 557           | 0,74%            |       |
| Arauca             | 10 160          | 14,09%          | 18 934             | 26,26%             | 3 129               | 4,34%               | 9 280           | 12,87%          | 3 922          | 5,44%          | 4 053         | 5,62%         | 2 005            | 2,78%            | 779              | 1,08%            |       |
| Atlántico          | 194 980         | 21,95%          | 42 326             | 4,76%              | 256 433             | 28,87%              | 64 795          | 7,29%           | 123 370        | 13,89%         | 13 943        | 1,57%         | 19 571           | 2,20%            | 335              | 1,50%            |       |
| Bogotá             | 164 221         | 8,90%           | 373 798            | 20,27%             | 86 728              | 4,70%               | 205 214         | 11,12%          | 134 166        | 7,27%          | 145 572       | 7,89%         | 145 959          | 7,91%            | 27 389           | 1,48%            |       |
| Bolívar            | 140 342         | 21,17%          | 48 136             | 7,26%              | 95 406              | 14,39%              | 77 619          | 11,71%          | 85 984         | 12,97%         | 9 708         | 1,46%         | 16 474           | 2,48%            | 48 476           | 7,31%            |       |
| Boyacá             | 34 743          | 8,35%           | 49 680             | 11,94%             | 74 440              | 17,89%              | 46 954          | 11,29%          | 19 531         | 4,69%          | 30 833        | 7,41%         | 19 109           | 4,59%            | 13 199           | 3,17%            |       |
| Caldas             | 73 468          | 19,77%          | 67 630             | 18,20%             | 55 104              | 14,83%              | 38 894          | 10,47%          | 10 270         | 2,76%          | 6 378         | 1,71%         | 13 615           | 3,66%            | 4 427            | 1,19%            |       |
| Caquetá            | 7 093           | 7,27%           | 21 509             | 22,04%             | 9 228               | 9,45%               | 8 594           | 8,80%           | 3 772          | 3,86%          | 3 606         | 3,69%         | 9 800            | 10,04%           | 906              | 0,92%            |       |
| Casanare           | 10 419          | 8,67%           | 31 736             | 26,40%             | 3 088               | 2,56%               | 6 701           | 5,57%           | 5 947          | 4,94%          | 28 384        | 23,62%        | 2 165            | 1,80%            | 1 467            | 1,22%            |       |
| Cauca              | 45 188          | 12,12%          | 25 706             | 6,89%              | 31 503              | 8,44%               | 83 142          | 22,30%          | 17 098         | 4,58%          | 14 633        | 3,92%         | 11 248           | 3,01%            | 4 958            | 1,32%            |       |
| Cesar              | 92 945          | 29,02%          | 36 348             | 11,35%             | 28 034              | 8,75%               | 25 563          | 7,98%           | 31 684         | 9,89%          | 23 524        | 7,34%         | 8 871            | 2,77%            | 7. 539           | 2,35%            |       |
| Chocó              | 26 923          | 21,59%          | 4 679              | 3,75%              | 20 538              | 16,47%              | 16 287          | 13,06%          | 8 648          | 6,93%          | 3 677         | 2,94%         | 1 033            | 0,82%            | 3 605            | 2,89%            |       |
| Córdoba            | 274 603         | 41,24%          | 42 973             | 6,45%              | 132 953             | 19,96%              | 70 581          | 10,60%          | 14 118         | 2,12%          | 6 829         | 1,02%         | 5 886            | 0,88%            | 15 346           | 2,30%            |       |
| Cundinamarca       | 107 697         | 14,60%          | 133 349            | 18,08%             | 76 505              | 10,37%              | 74 463          | 10,09%          | 65 365         | 8,86%          | 19 403        | 2,63%         | 21 609           | 2,93%            | 14 638           | 1,98%            |       |
| Guainía            | 767             | 6,68%           | 1 807              | 15,74%             | 646                 | 5,62%               | 769             | 6,70%           | 783            | 6,82%          | 586           | 5,10%         | 150              | 1,30%            | 840              | 7,32%            |       |
| Guaviare           | 5 645           | 21,48%          | 5 074              | 19,31%             | 2 124               | 8,08%               | 2 461           | 9,36%           | 336            | 1,27%          | 1 800         | 6,85%         | 444              | 1,68%            | 642              | 2,44%            |       |
| Huila              | 37 354          | 10,81%          | 73 398             | 21,25%             | 62 343              | 18,05%              | 52 251          | 15,13%          | 4 463          | 1,29%          | 5 850         | 1,69%         | 11 205           | 3,24%            | 2 604            | 0,75%            |       |
| La Guajira         | 60 578          | 27,33%          | 9 513              | 4,29%              | 31 271              | 14,10%              | 16 001          | 7,21%           | 44 461         | 20,06%         | 9 046         | 4,08%         | 2 766            | 1,24%            | 2 780            | 1,25%            |       |
| Magdalena          | 109 817         | 25,79%          | 27 867             | 6,54%              | 63 074              | 14,81%              | 51 405          | 12,07%          | 57 913         | 13,60%         | 8 811         | 2,06%         | 7 835            | 1,84%            | 18 115           | 4,25%            |       |
| Meta               | 107 183         | 34,44%          | 66 198             | 21,27%             | 10 452              | 3,35%               | 17 426          | 5,59%           | 9 654          | 3,10%          | 5 206         | 1,67%         | 9 159            | 2,94%            | 5 309            | 1,70%            |       |
| Nariño             | 55 129          | 10,34%          | 26 759             | 5,02%              | 134 202             | 25,18%              | 113 272         | 21,25%          | 16 936         | 3,17%          | 35 643        | 6,68%         | 14 827           | 2,78%            | 7 822            | 1,46%            |       |
| Norte de Santander | 76 154          | 15,62%          | 58 203             | 11,94%             | 96 742              | 19,85%              | 85 513          | 17,55%          | 16 082         | 3,30%          | 24 034        | 4,93%         | 14 356           | 2,94%            | 11 712           | 2,40%            |       |
| Putumayo           | 4 756           | 5,62%           | 6 147              | 7,27%              | 14 112              | 16,70%              | 24 432          | 28,91%          | 1 476          | 1,74%          | 3 289         | 3,89%         | 1 894            | 2,24%            | 929              | 1,09%            |       |
| Quindío            | 21 256          | 9,50%           | 37 835             | 16,91%             | 11 206              | 5,01%               | 33 343          | 14,90%          | 35 876         | 16,04%         | 5 077         | 2,27%         | 4 979            | 2,22%            | 7 121            | 3,18%            |       |
| Risaralda          | 45 468          | 13,75%          | 54 231             | 16,40%             | 45 726              | 13,83%              | 31 625          | 9,56%           | 12 798         | 3,87%          | 7 841         | 2,37%         | 13 361           | 4,04%            | 5 244            | 1,58%            |       |
| San Andrés         | 1 256           | 7,83%           | 2 751              | 17,16%             | 1 264               | 7,88%               | 3 292           | 20,54%          | 1 555          | 9,70%          | 261           | 1,62%         | 224              | 1,39%            | 234              | 1,46%            |       |
| Santander          | 33 086          | 4,51%           | 90 870             | 12,39%             | 52 685              | 7,18%               | 149 942         | 20,45%          | 51 700         | 7,05%          | 19 755        | 2,69%         | 31 265           | 4,26%            | 126 744          | 17,28%           |       |
| Sucre              | 82 455          | 20,45%          | 22 503             | 5,58%              | 51 001              | 12,65%              | 44 035          | 10,92%          | 34 148         | 8,47%          | 3 717         | 0,92%         | 6 392            | 1,58%            | 96 430           | 23,92%           |       |
| Tolima             | 52 189          | 11,47%          | 82 360             | 18,10%             | 67 956              | 14,93%              | 63 448          | 13,94%          | 37 379         | 8,21%          | 10 328        | 2,27%         | 14 705           | 3,23%            | 5 239            | 1,15%            |       |
| Valle del Cauca    | 181 852         | 14,93%          | 127 770            | 10,49%             | 152 459             | 12,52%              | 147 279         | 12,09%          | 82 219         | 6,75%          | 66 205        | 5,43%         | 57 454           | 4,71%            | 64 582           | 5,30%            |       |
| Vaupés             | 856             | 9,30%           | 573                | 6,22%              | 466                 | 5,06%               | 718             | 7,80%           | 591            | 6,42%          | 237           | 2,57%         | 197              | 2,14%            | 285              | 3,09%            |       |
| Vichada            | 3 493           | 17,53%          | 4 272              | 21,44%             | 821                 | 4,12%               | 1 226           | 6,15%           | 1 211          | 6,07%          | 723           | 3,62%         | 291              | 1,46%            | 633              | 3,17%            |       |

## Cámara de Representantes
Los 166 miembros de la Cámara de Representantes se distribuyeron por partido de la siguiente manera:
| Resultados del 9 de marzo de 2014 Cámara de Representantes de Colombia |                                                  |                  |         |
|                                                                        |                                                  |                  |         |
| Partidos o movimientos                                                 | Partidos o movimientos                           | Votos            | Escaños |
|                                                                        | Partido Liberal Colombiano                       | 2.022.093        | 39      |
|                                                                        | Partido Social de Unidad Nacional                | 2.297.786        | 37      |
|                                                                        | Partido Conservador Colombiano                   | 1.884.706        | 27      |
|                                                                        | Partido Centro Democrático                       | 1.355.358        | 19      |
|                                                                        | Partido Cambio Radical                           | 1.108.502        | 16      |
|                                                                        | Alianza Verde                                    | 479.521          | 6       |
|                                                                        | Partido Opción Ciudadana                         | 467.728          | 6       |
|                                                                        | Movimiento MIRA                                  | 411.800          | 3       |
|                                                                        | Movimiento Político Cien por Ciento por Colombia | 157.621          | 3       |
|                                                                        | Polo Democrático Alternativo                     | 414.346          | 3       |
|                                                                        | Alianza Social Independiente                     | 45.456           | 1       |
| Total de escaños                                                       | Total de escaños                                 | Total de escaños | 166     |
| Fuente: Congreso Visible                                               |                                                  |                  |         |

### Representantes a la cámara electos
| Representante Electo                  | Circunscripción      | Partido o movimiento              | Votos   |
| ------------------------------------- | -------------------- | --------------------------------- | ------- |
| Eduar Luis Benjumea Moreno            | Amazonas             | Partido Liberal Colombiano        | 2.614   |
| Iván Darío Agudelo Zapata             | Antioquia            | Partido Liberal Colombiano        | 41.327  |
| John Jairo Roldán Avendaño            | Antioquia            | Partido Liberal Colombiano        | 34.947  |
| Julián Bedoya Pulgarín                | Antioquia            | Partido Liberal Colombiano        | 35.084  |
| Óscar de Jesús Hurtado Pérez          | Antioquia            | Partido Liberal Colombiano        | 24.966  |
| Pedro Jesús Orjuela Gómez             | Arauca               | Partido Liberal Colombiano        | 7.132   |
| Mauricio Gómez Amín                   | Atlántico            | Partido Liberal Colombiano        | 30.656  |
| Olga Lucía Velásquez Nieto            | Bogotá               | Partido Liberal Colombiano        | 23.621  |
| Clara Leticia Rojas González          | Bogotá               | Partido Liberal Colombiano        | 22.712  |
| Juan Carlos Losada Vargas             | Bogotá               | Partido Liberal Colombiano        | 17.663  |
| Silvio José Carrasquilla Torres       | Bolívar              | Partido Liberal Colombiano        | 28.806  |
| Rafael Romero Piñeros                 | Boyacá               | Partido Liberal Colombiano        | 19.172  |
| Mario Alberto Castaño Pérez           | Caldas               | Partido Liberal Colombiano        | 26.060  |
| Harry Giovanny González García        | Caquetá              | Partido Liberal Colombiano        | 11.372  |
| Jorge Camilo Abril Tarache            | Casanare             | Partido Liberal Colombiano        | 17.883  |
| Carlos Julio Bonilla Soto             | Cauca                | Partido Liberal Colombiano        | 25.317  |
| Crisanto Pizo Mazabuel                | Cauca                | Partido Liberal Colombiano        | 23.760  |
| Nilton Córdoba Manyoma                | Chocó                | Partido Liberal Colombiano        | 20.289  |
| Fabio Raúl Amín Saleme                | Córdoba              | Partido Liberal Colombiano        | 53.965  |
| Óscar Hernán Sánchez León             | Cundinamarca         | Partido Liberal Colombiano        | 35.581  |
| Leopoldo Suárez Melo                  | Guaviare             | Partido Liberal Colombiano        | 3.111   |
| Jaime Enrique Serrano Pérez           | Magdalena            | Partido Liberal Colombiano        | 28.411  |
| Kelyn Johana González Duarte          | Magdalena            | Partido Liberal Colombiano        | 22.912  |
| Angelo Antonio Villamil Benavides     | Meta                 | Partido Liberal Colombiano        | 52.840  |
| Neftalí Correa Díaz                   | Nariño               | Partido Liberal Colombiano        | 30.576  |
| Alejandro Carlos Chacón Camargo       | Norte de Santander   | Partido Liberal Colombiano        | 47.068  |
| José Neftalí Santos Ramírez           | Norte de Santander   | Partido Liberal Colombiano        | 40.178  |
| Argenis Velásquez Ramírez             | Putumayo             | Partido Liberal Colombiano        | 9.430   |
| Luciano Grisales Londoño              | Quindío              | Partido Liberal Colombiano        | 23.266  |
| Diego Patiño Amariles                 | Risaralda            | Partido Liberal Colombiano        | 23.372  |
| Jack Housni Jaller                    | San Andrés           | Partido Liberal Colombiano        | 4.722   |
| Édgar Alfonso Gómez Román             | Santander            | Partido Liberal Colombiano        | 42.850  |
| Miguel Ángel Pinto Hernández          | Santander            | Partido Liberal Colombiano        | 34.085  |
| Ángel María Gaitán Pulido             | Tolima               | Partido Liberal Colombiano        | 23.872  |
| Fabio Alonso Arroyave Botero          | Valle del Cauca      | Partido Liberal Colombiano        | 25.586  |
| Hernán Sinisterra Valencia            | Valle del Cauca      | Partido Liberal Colombiano        | 23.250  |
| Nancy Denise Castillo García          | Valle del Cauca      | Partido Liberal Colombiano        | 22.729  |
| Norbey Marulanda Muñoz                | Vaupés               | Partido Liberal Colombiano        | 1.257   |
| Marco Sergio Rodríguez Merchán        | Vichada              | Partido Liberal Colombiano        | 2.510   |
| Juan Felipe Lemos Uribe               | Antioquia            | Partido Social de Unidad Nacional | 38.859  |
| León Darío Ramírez Valencia           | Antioquia            | Partido Social de Unidad Nacional | 33.946  |
| Albeiro Vanegas Osorio                | Arauca               | Partido Social de Unidad Nacional | 11.808  |
| Martha Patricia Villalba Hodwalker    | Atlántico            | Partido Social de Unidad Nacional | 51.154  |
| Eduardo Alfonso Crissien Borrero      | Atlántico            | Partido Social de Unidad Nacional | 48.720  |
| Carlos Arturo Correa Mojica           | Bogotá               | Partido Social de Unidad Nacional | 25.160  |
| Efraín Antonio Torres Monsalvo        | Bogotá               | Partido Social de Unidad Nacional | 23.060  |
| Marta Cecilia Curi Osorio             | Bolívar              | Partido Social de Unidad Nacional | 53.066  |
| Alonso José Del Río Cabarcas          | Bolívar              | Partido Social de Unidad Nacional | 36.920  |
| Jairo Enrique Castiblanco Parra       | Boyacá               | Partido Social de Unidad Nacional | 22.413  |
| Cristóbal Rodríguez Hernández         | Boyacá               | Partido Social de Unidad Nacional | 22.096  |
| Luz Adriana Moreno Marmolejo          | Caldas               | Partido Social de Unidad Nacional | 29.457  |
| Hernán Penagos Giraldo                | Caldas               | Partido Social de Unidad Nacional | 28.599  |
| Jhon Jairo Cárdenas Morán             | Cauca                | Partido Social de Unidad Nacional | 18.557  |
| Christian José Moreno Villamizar      | Cesar                | Partido Social de Unidad Nacional | 29.177  |
| José Bernardo Flórez Asprilla         | Chocó                | Partido Social de Unidad Nacional | 13.055  |
| Sara Elena Piedrahíta Lyons           | Córdoba              | Partido Social de Unidad Nacional | 114.468 |
| Eduardo José Tous de la Ossa          | Córdoba              | Partido Social de Unidad Nacional | 92.839  |
| Raymundo Elías Méndez Bechara         | Córdoba              | Partido Social de Unidad Nacional | 55.208  |
| José Edilberto Caicedo Sastoqu        | Cundinamarca         | Partido Social de Unidad Nacional | 30.857  |
| Alfredo Guillermo Molina Triana       | Cundinamarca         | Partido Social de Unidad Nacional | 26.381  |
| Jaime Buenahora Febres                | Consulados           | Partido Social de Unidad Nacional | 3.600   |
| Alexánder García Rodríguez            | Guaviare             | Partido Social de Unidad Nacional | 5.006   |
| Ana María Rincón Herrera              | Huila                | Partido Social de Unidad Nacional | 19.304  |
| Alfredo Rafael Deluque Zuleta         | La Guajira           | Partido Social de Unidad Nacional | 50.888  |
| Jaime Enrique Serrano Pérez           | Magdalena            | Partido Social de Unidad Nacional | 28.411  |
| Elda Lucy Contento Sanz               | Meta                 | Partido Social de Unidad Nacional | 27.070  |
| Berner León Zambrano Eraso            | Nariño               | Partido Social de Unidad Nacional | 50.789  |
| Wilmer Ramiro Carrillo Mendoza        | Norte de Santander   | Partido Social de Unidad Nacional | 28.095  |
| Didier Burgos Ramírez                 | Risaralda            | Partido Social de Unidad Nacional | 20.710  |
| Nicolás Daniel Guerrero Montaño       | Sucre                | Partido Social de Unidad Nacional | 51.181  |
| Carlos Edward Osorio Aguiar           | Tolima               | Partido Social de Unidad Nacional | 34.360  |
| Jaime Armando Yepes Martínez          | Tolima               | Partido Social de Unidad Nacional | 30.296  |
| Elbert Díaz Lozano                    | Valle del Cauca      | Partido Social de Unidad Nacional | 39.867  |
| Jorge Eliecer Tamayo Marulanda        | Valle del Cauca      | Partido Social de Unidad Nacional | 33.315  |
| Rafael Eduardo Palau Salazar          | Valle del Cauca      | Partido Social de Unidad Nacional | 25.047  |
| Nery Oros Ortiz                       | Vichada              | Partido Social de Unidad Nacional | 3.394   |
| Germán Alcides Blanco Álvarez         | Antioquia            | Partido Conservador Colombiano    | 40.866  |
| Luis Horacio Gallón Arango            | Antioquia            | Partido Conservador Colombiano    | 33.525  |
| Nicolás Albeiro Echeverry Alvarán     | Antioquia            | Partido Conservador Colombiano    | 26.430  |
| Aída Merlano Rebolledo                | Atlántico            | Partido Conservador Colombiano    | 69.336  |
| Inés Cecilia López Flórez             | Atlántico            | Partido Conservador Colombiano    | 65.357  |
| Armando Antonio Zabarain D'arce       | Atlántico            | Partido Conservador Colombiano    | 54.150  |
| Telésforo Pedraza Ortega              | Bogotá               | Partido Conservador Colombiano    | 10.818  |
| Pedrito Tomás Pereira Caballero       | Bolívar              | Partido Conservador Colombiano    | 26.664  |
| Humphrey Roa Sarmiento                | Boyacá               | Partido Conservador Colombiano    | 22.090  |
| Arturo Yepes Alzate                   | Caldas               | Partido Conservador Colombiano    | 21.604  |
| Luis Fernando Urrego Carvajal         | Caquetá              | Partido Conservador Colombiano    | 11.595  |
| Alfredo Ape Cuello Baute              | Cesar                | Partido Conservador Colombiano    | 32.119  |
| David Alejandro Barguil Assis         | Córdoba              | Partido Conservador Colombiano    | 91.209  |
| Orlando Alfonso Clavijo Clavijo       | Cundinamarca         | Partido Conservador Colombiano    | 33.626  |
| Jaime Felipe Lozada Polanco           | Huila                | Partido Conservador Colombiano    | 20.678  |
| Diela Liliana Benavides Solarte       | Nariño               | Partido Conservador Colombiano    | 47.196  |
| Óscar Fernando Bravo Realpe           | Nariño               | Partido Conservador Colombiano    | 41.323  |
| Ciro Antonio Rodríguez Pinzón         | Norte de Santander   | Partido Conservador Colombiano    | 49.066  |
| Juan Carlos García Gómez              | Norte de Santander   | Partido Conservador Colombiano    | 40.243  |
| Orlando Aníbal Guerra de la Rosa      | Putumayo             | Partido Conservador Colombiano    | 18.715  |
| Mauricio Salazar Peláez               | Risaralda            | Partido Conservador Colombiano    | 17.449  |
| Juan Carlos Rivera Peña               | Risaralda            | Partido Conservador Colombiano    | 16.515  |
| Lina María Barrera Rueda              | Santander            | Partido Conservador Colombiano    | 29.177  |
| José Elver Hernández Casas            | Tolima               | Partido Conservador Colombiano    | 23.804  |
| Miguel Ángel Barreto Castillo         | Tolima               | Partido Conservador Colombiano    | 22.388  |
| Álvaro López Gil                      | Valle del Cauca      | Partido Conservador Colombiano    | 47.874  |
| Heriberto Sanabria Astudillo          | Valle del Cauca      | Partido Conservador Colombiano    | 35.020  |
| Oscar Darío Pérez Pineda              | Antioquia            | Centro Democrático                | 350.996 |
| Santiago Valencia González            | Antioquia            | Centro Democrático                | 350.996 |
| María Regina Zuluaga Henao            | Antioquia            | Centro Democrático                | 350.996 |
| Federico Eduardo Hoyos Salazar        | Antioquia            | Centro Democrático                | 350.996 |
| Wilson Córdoba Mena                   | Antioquia            | Centro Democrático                | 350.996 |
| Margarita María Restrepo Arango       | Antioquia            | Centro Democrático                | 350.996 |
| María Fernanda Cabal Molina           | Bogotá               | Centro Democrático                | 317.898 |
| Esperanza María Pinzón De Jiménez     | Bogotá               | Centro Democrático                | 317.898 |
| Tatiana Cabello Flórez                | Bogotá               | Centro Democrático                | 317.898 |
| Edward David Rodríguez Rodríguez      | Bogotá               | Centro Democrático                | 317.898 |
| Samuel Alejandro Hoyos Mejía          | Bogotá               | Centro Democrático                | 317.898 |
| Ciro Alejandro Ramírez Cortés         | Boyacá               | Centro Democrático                | 12.299  |
| Hugo Hernán González Medina           | Caldas               | Centro Democrático                | 51.806  |
| Rubén Darío Molano Piñeros            | Cundinamarca         | Centro Democrático                | 11.745  |
| Álvaro Hernán Prada Artunduaga        | Huila                | Centro Democrático                | 46.097  |
| Fernando Sierra Ramos                 | Meta                 | Centro Democrático                | 46.317  |
| Johana Chaves García                  | Santander            | Centro Democrático                | 21.579  |
| Pierre Eugenio García Jacquier        | Tolima               | Centro Democrático                | 10.154  |
| Carlos Alberto Cuero Valencia         | Valle del Cauca      | Centro Democrático                | 82.264  |
| José Ignacio Mesa Betancur            | Antioquia            | Partido Cambio Radical            | 24.064  |
| Luis Eduardo Diazgranados Torres      | Atlántico            | Partido Cambio Radical            | 64.694  |
| Rodrigo Lara Restrepo                 | Bogotá               | Partido Cambio Radical            | 100.052 |
| Hernando José Padauí Álvarez          | Bolívar              | Partido Cambio Radical            | 49.646  |
| Karen Violette Cure Corcione          | Bolívar              | Partido Cambio Radical            | 37.691  |
| Eloy Quintero Romero                  | Cesar                | Partido Cambio Radical            | 25.261  |
| Jorge Emilio Rey Ángel                | Cundinamarca         | Partido Cambio Radical            | 61.707  |
| Jorge Enrique Rozo Rodríguez          | Cundinamarca         | Partido Cambio Radical            | 24.686  |
| Carlos Alberto Cuenca Chaux           | Guainía              | Partido Cambio Radical            | 2.626   |
| Fabián Gerardo Castillo Suárez        | Magdalena            | Partido Cambio Radical            | 43.214  |
| Atilano Alonso Giraldo Arboleda       | Quindío              | Partido Cambio Radical            | 23.911  |
| Antonio Restrepo Salazar              | Quindío              | Partido Cambio Radical            | 14.998  |
| Ciro Fernández Núñez                  | Santander            | Partido Cambio Radical            | 30.462  |
| José Luis Pérez Oyuela                | Valle del Cauca      | Partido Cambio Radical            | 36.891  |
| Carlos Abraham Jiménez López          | Valle del Cauca      | Partido Cambio Radical            | 35.503  |
| Jair Arango Torres                    | Vaupés               | Partido Cambio Radical            | 1.574   |
| Angélica Lisbeth Lozano Correa        | Bogotá               | Partido Alianza Verde             | 30.950  |
| Ángela María Robledo Gómez            | Bogotá               | Partido Alianza Verde             | 21.457  |
| Inti Raúl Asprilla Reyes              | Bogotá               | Partido Alianza Verde             | 16.898  |
| Sandra Liliana Ortiz Nova             | Boyacá               | Partido Alianza Verde             | 9.862   |
| Óscar Ospina Quintero                 | Cauca                | Partido Alianza Verde             | 28.823  |
| Ana Cristina Paz Cardona              | Valle del Cauca      | Partido Alianza Verde             | 24.467  |
| Rafael Elizalde Gómez                 | Amazonas             | Partido Opción Ciudadana          | 3.242   |
| Fernando de la Peña Márquez           | Cesar                | Partido Opción Ciudadana          | 34.566  |
| Franklin del Cristo Lozano de la Ossa | Magdalena            | Partido Opción Ciudadana          | 39.116  |
| Bayardo Gilberto Betancourt Pérez     | Nariño               | Partido Opción Ciudadana          | 41.706  |
| Ricardo Flórez Rueda                  | Santander            | Partido Opción Ciudadana          | 47.050  |
| María Eugenia Triana Vargas           | Santander            | Partido Opción Ciudadana          | 40.916  |
| Carlos Eduardo Guevara Villabón       | Bogotá               | Movimiento MIRA                   | 16.045  |
| Ana Paola Agudelo García              | Consulados           | Movimiento MIRA                   | 4.663   |
| Guillermina Bravo Montaño             | Valle del Cauca      | Movimiento MIRA                   | 7.194   |
| José Rodolfo Pérez Suárez             | Casanare             | Movimiento 100% Por Colombia      | 25.508  |
| Yahir Fernando Acuña Cardales         | Sucre                | Movimiento 100% Por Colombia      | 126.097 |
| Candelaria Patricia Rojas Vergara     | Sucre                | Movimiento 100% Por Colombia      | 126.097 |
| Rodrigo de Jesús Saldarriaga Sanín    | Antioquia            | Polo Democrático Alternativo      | 21.723  |
| Carlos Germán Navas Talero            | Bogotá               | Polo Democrático Alternativo      | 45.386  |
| Alirio Uribe Muñoz                    | Bogotá               | Polo Democrático Alternativo      | 19.882  |
| Antenor Durán Carrillo                | La Guajira           | Autoridades Indígenas de Colombia | 47.484  |
| Germán Bernardo Carlosama López       | C. Indígenas         | Autoridades Indígenas de Colombia | 14.349  |
| María del Socorro Bustamante Ibarra   | C. Afrodescendientes | Movimiento FUNECO                 | 34.067  |
| Moisés Orozco Vicuña                  | C. Afrodescendientes | Movimiento FUNECO                 | 13.249  |
| Flora Perdomo Andrade                 | Huila                | Movimiento Por Un Mejor Huila     | 24.161  |

### Votos por Departamento (Cámara)
| Departamento       | Unidad Nacional | Unidad Nacional | Partido Liberal | Partido Liberal | Partido Conservador | Partido Conservador | Centro Democrático | Centro Democrático | Cambio Radical | Cambio Radical | Alianza Verde | Alianza Verde | Opción Ciudadana | Opción Ciudadana | Partido MIRA | Partido MIRA |  |
| Departamento       | Votos           | %               | Votos           | %               | Votos               | %                   | Votos              | %                  | Votos          | %              | Votos         | %             | Votos            | %                | Votos        | %            |  |
| ------------------ | --------------- | --------------- | --------------- | --------------- | ------------------- | ------------------- | ------------------ | ------------------ | -------------- | -------------- | ------------- | ------------- | ---------------- | ---------------- | ------------ | ------------ |  |
| Departamento       | Amazonas        | 496             | 2,26%           | 5 325           | 24,36%              |                     |                    | 1 432              | 6,55%          | 4 852          | 21,84%        | 911           | 4,16%            | 5 046            | 23,08%       |              |  |
| Antioquia          | 170 722         | 10,14%          | 232 664         | 13,83%          | 225 265             | 13,42%              | 361 534            | 20,91%             | 90 690         | 5,44%          | 38 351        | 2,28%         | 7 076            | 0,42%            | 58 938       | 3,51%        |  |
| Arauca             | 25 106          | 34,38%          | 18 375          | 25,16%          |                     |                     | 79                 | 0,10%              | 6 137          | 8,40%          |               |               |                  |                  |              |              |  |
| Atlántico          | 170 417         | 19,18%          | 88 229          | 9,93%           | 248 921             | 28,02%              | 26 366             | 2,96%              | 152 879        | 17,16%         | 12 741        | 1,43%         | 5 392            | 0,60%            | 21 809       | 2,45%        |  |
| Bogotá             | 160 867         | 8,73%           | 191 611         | 10,44%          | 63 340              | 3,43%               | 324 162            | 17,34%             | 104 876        | 5,45%          | 166 388       | 8,96%         | 26 023           | 1,45%            | 83 131       | 4,51%        |  |
| Bolívar            | 95 425          | 13,88%          | 135 542         | 19,43%          | 89 863              | 13,07%              | 43 894             | 6,45%              | 110 375        | 15,95%         | 9 143         | 1,40%         | 9 776            | 1,44%            | 7 468        | 1,17%        |  |
| Boyacá             | 75 717          | 18,13%          | 61 382          | 14,56%          | 53 654              | 12,84%              | 37 177             | 8,87%              | 25 343         | 6,06%          | 35 586        | 9,00%         |                  |                  | 6 756        | 1,61%        |  |
| Caldas             | 75 917          | 20,62%          | 55 313          | 14,93%          | 61 138              | 16,60%              | 51 806             | 14,07%             |                |                | 5 082         | 1,38%         |                  |                  | 15 150       | 4,11%        |  |
| Caquetá            | 12 590          | 12,86%          | 21 542          | 22,00%          | 16 519              | 16,87%              |                    |                    | 6 784          | 6,93%          | 2 894         | 2,95%         |                  |                  | 15 033       | 15,35%       |  |
| Casanare           | 14 134          | 11,64%          | 26 455          | 21,79%          |                     |                     | 698                | 0,57%              | 16 617         | 13,68%         |               |               | 1 327            | 1,09%            | 2 273        | 1,87%        |  |
| Cauca              | 41 958          | 11,19%          | 78 896          | 21,04%          | 35 702              | 9,52%               | 421                | 0,11%              | 15 496         | 4,13%          | 63 500        | 16,93%        |                  |                  | 17 819       | 4,75%        |  |
| Cesar              | 57 721          | 18,03%          | 34 198          | 10,68%          | 49 873              | 15,58%              | 20 287             | 6,33%              | 40 150         | 12,54%         |               |               | 43 052           | 13,45%           | 3 280        | 1,02%        |  |
| Chocó              | 29 264          | 21,77%          | 29 832          | 22,62%          | 26 374              | 19,90%              |                    |                    | 12 898         | 9,92%          |               |               |                  |                  | 3 498        | 3,22%        |  |
| Córdoba            | 312 870         | 44,25%          | 95 018          | 13,53%          | 154 462             | 22,10%              | 21 444             | 3,22%              |                |                | 3 994         | 0,60%         |                  |                  | 6 765        | 1,01%        |  |
| Cundinamarca       | 80 649          | 15,27%          | 113 164         | 10,83%          | 99 395              | 13,36%              | 75 227             | 10,08%             | 117 731        | 15,77%         | 15 520        | 2,10%         |                  |                  | 20 932       | 2,08%        |  |
| Guainía            | 936             | 7,94%           | 81              | 0,68%           |                     |                     |                    |                    | 2 626          | 22,29%         | 1 832         | 15,55%        | 2 042            | 17,33%           |              |              |  |
| Guaviare           | 6 097           | 22,60%          | 5 720           | 21,20%          | 5 592               | 20,73%              |                    |                    |                |                |               |               |                  |                  | 615          | 2,27%        |  |
| Huila              | 63 471          | 18,35%          |                 |                 | 57 420              | 16,60%              | 46 097             | 13,32%             |                |                |               |               | 1 818            | 0,52%            | 11 980       | 3,46%        |  |
| La Guajira         | 63 813          | 28,74%          | 31 904          | 14,37%          |                     |                     |                    |                    | 8 702          | 3,91%          |               |               |                  |                  | 1 291        | 0,54%        |  |
| Magdalena          | 47 574          | 11,06%          | 93 377          | 21,72%          | 45 936              | 10,68%              | 9 165              | 2,13%              | 87 459         | 20,34%         | 13 493        | 3,13%         | 49 725           | 11,56%           | 6 064        | 1,41%        |  |
| Meta               | 71 343          | 22,95%          | 86 195          | 27,73%          | 10 387              | 3,34%               | 46 317             | 14,90%             |                |                |               |               |                  |                  | 8 976        | 2,88%        |  |
| Nariño             | 91 707          | 17,08%          | 92 619          | 17,25%          | 137 090             | 25,54%              | 342                | 0,06%              |                |                |               |               | 68 222           | 12,71%           | 8 799        | 1,63%        |  |
| Norte de Santander | 69 850          | 14,28%          | 112 850         | 23,07%          | 130 685             | 26,71%              | 50 502             | 10,32%             |                |                | 9 148         | 1,87%         |                  |                  | 6 014        | 1,22%        |  |
| Putumayo           | 10 893          | 12,73%          | 17 156          | 20,05%          | 32 491              | 37,97%              | 118                | 0,13%              |                |                | 1 237         | 1,44%         |                  |                  | 8 667        | 10,13%       |  |
| Quindío            | 26 251          | 11,70%          | 41 451          | 18,47%          | 4 838               | 2,15%               | 19 612             | 8,74%              | 59 221         | 26,40%         | 2 992         | 1,33%         |                  |                  | 3 625        | 1,61%        |  |
| Risaralda          | 51 171          | 15,38%          | 37 822          | 11,37%          | 54 910              | 16,50%              | 30 723             | 9,23%              | 30 613         | 9,20%          | 4 091         | 1,22%         |                  |                  | 21 690       | 6,52%        |  |
| San Andrés         | 1 742           | 9,62%           | 4 722           | 26,09%          |                     |                     |                    |                    | 2 505          | 13,84%         |               |               | 348              | 1,92%            | 341          | 1,88%        |  |
| Santander          | 30 558          | 4,16%           | 129 310         | 17,62%          | 54 056              | 7,36%               | 66 805             | 9,10%              | 69 330         | 9,45%          | 11 748        | 1,60%         | 160 257          | 21,84%           | 13 322       | 1,81%        |  |
| Sucre              | 105 631         | 25,64%          | 12 528          | 3,08%           | 5 733               | 1,41%               | 16 125             | 3,96%              |                |                | 3 027         | 0,74%         | 53 984           | 13,28%           | 2 113        | 0,52%        |  |
| Tolima             | 80 290          | 17,37%          | 72 690          | 15,73%          | 84 415              | 18,26%              | 41 951             | 9,07%              | 38 236         | 8,27%          | 14 355        | 3,10%         |                  |                  | 17 158       | 3,71%        |  |
| Valle del Cauca    | 201 603         | 16,22%          | 176 029         | 13,98%          | 148 070             | 11,97%              | 85 851             | 6,81%              | 110 175        | 8,89%          | 60 820        | 4,91%         | 30 665           | 2,54%            | 52 003       | 4,21%        |  |
| Vaupés             | 588             | 5,67%           | 2 538           | 24,47%          |                     |                     |                    |                    | 3 146          | 30,34%         |               |               | 908              | 8,75%            |              |              |  |
| Vichada            | 6 902           | 34,47%          | 5 540           | 27,67%          | 59                  | 0,29%               |                    |                    | 2 860          | 14,28%         | 986           | 4,92%         | 1 273            | 6,35%            |              |              |  |